# McHenry (Illinois)
McHenry – miasto w Stanach Zjednoczonych, w stanie Illinois, w hrabstwie McHenry.